# The northern religion of things
The northern religion of things is een studioalbum van Nosound. Nosound was vanaf de ontstaansdag uitgegroeid tot een muziekgroep groter dan Giancarlo Erra alleen. Toch vroeg de organisator van een aantal concerten in het Verenigd Koninkrijk juist hem om een aantal solo-optredens te verzorgen. Erra moest dus weer terug naar zijn uitgangspunt en moest eigen werk arrangeren. Om het een en ander gereed te hebben voor uitvoering repeteerde hij, van de laatste repetitie in Italië maakt hij een opname die hij uitgaf onder de titel the northern religion of things. De muziekstijl is daarbij eigenlijk ten opzichte van een groepsalbum nauwelijks gewijzigd. Het is tegen ambient aanliggende progressieve rock (of andersom).

## Muziek
| Nr. | Titel                          | Duur |
| --- | ------------------------------ | ---- |
| 1.  | about butterflies and children | 3:01 |
| 2.  | fading silently                | 5:47 |
| 3.  | kites                          | 6:19 |
| 4.  | tender calm                    | 4:01 |
| 5.  | the misplay                    | 4:40 |
| 6.  | the broken parts               | 6:14 |
| 7.  | lightdark                      | 8:10 |
| 8.  | hope for the future            | 4:46 |
| 9.  | sol29                          | 7:39 |